# Bakuhatsu On Parade
Bakuhatsu On Parade (爆発オンパレード?) (que se puede traducir como "Explosión en el desfile") es el primer álbum del grupo de Osaka, Ulfuls. Fue publicado por primera vez el 17 de junio de 1992, aunque el 14 de diciembre de 1994 fue editado y vuelto a publicar. El 25 de enero de 2012 fue relanzado nuevamente.

## Lista de canciones

### Primer lanzamiento
Este fue el primer lanzamiento del disco, ya no está a la venta.

| Bakuhatsu On Parade |                      |                    |                    |                        |          |  |
| N.º                 | Título               | Letras             | Música             | En rōmaji              | Duración |  |
| 1.                  | «ハッスル»           | Tortoise Matsumoto | Ulful Keisuke      | Hussle                 | 2:11     |  |
| 2.                  | «シャッター切るよ»   | Tortoise Matsumoto | Ulful Keisuke      | Shattā kiru yo         | 2:54     |  |
| 3.                  | «ばっかりすっきり»   | Tortoise Matsumoto | Ulful Keisuke      | Bakkari Sukkiri        | 2:57     |  |
| 4.                  | «ぼくの方がいいのに» | Tortoise Matsumoto | Ulful Keisuke      | Boku no Hou ga Ii noni | 2:09     |  |
| 5.                  | «パパイヤ・ママイヤ» | Tortoise Matsumoto | Ulful Keisuke      | Papaiya Mamaiya        | 3:23     |  |
| 6.                  | «逃げろ»             | Tortoise Matsumoto | Ulful Keisuke      | Nigero                 | 0:52     |  |
| 7.                  | «誰よりも»           | Tortoise Matsumoto | Ulful Keisuke      | Dare Yori mo           | 2:24     |  |
| 8.                  | «レコードまわすよ»   | Tortoise Matsumoto | Ulful Keisuke      | Record Mawasu yo       | 3:00     |  |
| 9.                  | «いい女»             | Tortoise Matsumoto | Ulful Keisuke      | Ii Onna                | 4:21     |  |
| 10.                 | «悲しくない»         | Tortoise Matsumoto | Ulful Keisuke      | Kanashikunai           | 2:42     |  |
| 11.                 | «いつも元気»         | Tortoise Matsumoto | Tortoise Matsumoto | Itsumo Genki           | 3:00     |  |
| 12.                 | «帰ろう»             | Tortoise Matsumoto | Ulful Keisuke      | Kaerou                 | 3:55     |  |
| 13.                 | «いい儲け»           | Tortoise Matsumoto | Ulful Keisuke      | Ii Mouke               | 1:59     |  |
| 14.                 | «やぶれかぶれ»       | Tortoise Matsumoto | Ulful Keisuke      | Yabure Kabure          | 4:09     |  |
| 39:56               |                      |                    |                    |                        |          |  |

### Remasterización
En 1994 el disco se editó y se volvió a publicar, en 2012 se ha vuelto a publicar con las mismas canciones que en 1994.

| Bakuhatsu On Parade |                            |                    |                    |                           |          |  |
| N.º                 | Título                     | Letras             | Música             | En rōmaji                 | Duración |  |
| 1.                  | «ハッスル»                 | Tortoise Matsumoto | Ulful Keisuke      | Hussle                    | 2:11     |  |
| 2.                  | «ばっかりすっきり»         | Tortoise Matsumoto | Ulful Keisuke      | Bakkari Sukkiri           | 2:57     |  |
| 3.                  | «ぼくの方がいいのに»       | Tortoise Matsumoto | Ulful Keisuke      | Boku no Hou ga Ii noni    | 2:09     |  |
| 4.                  | «パパイヤ・ママイヤ»       | Tortoise Matsumoto | Ulful Keisuke      | Papaiya Mamaiya           | 3:32     |  |
| 5.                  | «逃げろ»                   | Tortoise Matsumoto | Ulful Keisuke      | Nigero                    | 0:52     |  |
| 6.                  | «誰よりも»                 | Tortoise Matsumoto | Ulful Keisuke      | Dare Yori mo              | 2:24     |  |
| 7.                  | «レコードまわすよ»         | Tortoise Matsumoto | Ulful Keisuke      | Record Mawasu yo          | 3:00     |  |
| 8.                  | «いい女»                   | Tortoise Matsumoto | Ulful Keisuke      | Ii Onna                   | 4:21     |  |
| 9.                  | «悲しくない»               | Tortoise Matsumoto | Ulful Keisuke      | Kanashikunai              | 2:42     |  |
| 10.                 | «いつも元気（GOOD TIMES）» | Tortoise Matsumoto | Tortoise Matsumoto | Itsumo Genki (GOOD TIMES) | 3:00     |  |
| 11.                 | «帰ろう»                   | Tortoise Matsumoto | Ulful Keisuke      | Kaerou                    | 3:55     |  |
| 12.                 | «いい儲け»                 | Tortoise Matsumoto | Ulful Keisuke      | Ii Mouke                  | 1:59     |  |
| 13.                 | «やぶれかぶれ»             | Tortoise Matsumoto | Ulful Keisuke      | Yabure Kabure             | 4:09     |  |
| 37:02               |                            |                    |                    |                           |          |  |